# ماچو کاپاتوندا
ماچو کاپاتوندا (ایتالیایی: Maccio Capatonda؛ زادهٔ ۲ اوت ۱۹۷۸) بازیگر و فیلم‌ساز اهل ایتالیا است. وی از سال ۲۰۰۳ میلادی تاکنون مشغول فعالیت بوده‌است.
از جمله آثار او می‌توان به ماریو اشاره کرد.